# Étienne Schlumberger
Pour les articles homonymes, voir Schlumberger.
Étienne Schlumberger, né le 20 mars 1915 à Paris et mort le 9 septembre 2014 à Crozon, est un ingénieur, officier de marine et résistant français, compagnon de la Libération.

## Biographie
Fils d'un ingénieur, capitaine d'aviation tué en 1915, Étienne Schlumberger naît dans le 8e arrondissement de Paris le 20 mars 1915. Après des études au lycée Janson-de-Sailly, puis au lycée Louis-le-Grand, il entre en 1936 à l'École polytechnique, dont il sort en 1938, 37e de sa promotion.
Ayant choisi le génie maritime, il embarque sur le navire école Jeanne d'Arc et entre à l'École de génie maritime. À sa sortie, il est affecté à l'arsenal de Cherbourg, à la section réparation des sous-marins (février-juin 1940).
Le 19 juin 1940, devant l'avancée des Allemands, il organise le remorquage de quatre sous-marins vers l'Angleterre, avant de rallier la France libre en juillet. Nommé enseigne de vaisseau de 1re classe sur l'aviso Commandant Duboc, il participe à l'opération de Dakar, en tant qu'adjoint du commandant Georges Thierry d'Argenlieu, commandant du groupe naval. Il est à bord de la vedette des parlementaires envoyés pour négocier le ralliement de Dakar quand celle-ci se fait mitrailler en repartant. Heureusement le servant de la mitrailleuse enraye celle-ci. Il est sur le Commandant Duboc, lors de la tentative de débarquement à Rufisque, où trois membres de l'équipage sont tués.
Après avoir débarqué le général de Gaulle à Douala, il prend part à la campagne du Gabon aux côtés du commandant Thierry d'Argenlieu, à bord de l'aviso colonial Savorgnan de Brazza. Celui-ci est pris à partie par le Bougainville devant Libreville au début de novembre.
Promu au grade de lieutenant de vaisseau, il retourne sur le Commandant Duboc en qualité d'officier en second. À son bord, il est engagé dans la campagne d'Érythrée, puis mène de nombreux combats marins dans les convois de l'Atlantique Est.
Le 9 février 1942, il embarque comme officier en second sur le sous-marin Junon, avec lequel il effectue des missions de patrouille et des opérations spéciales en mer du Nord. Ayant pris le commandement du sous-marin en mars 1943, il le conduit en août 1944 à Alger, où il est désarmé. Puis il retourne en Angleterre avec l'équipage pour armer le sous-marin Morse.
Condamné aux travaux forcés à perpétuité, à la dégradation militaire et à la confiscation de ses biens par le tribunal maritime de Toulon le 7 avril 1943, il est réhabilité par la cour d'appel d'Aix-en-Provence le 4 décembre 1944.
Appelé à l'état-major de l'amiral Thierry d'Argenlieu, amiral Nord, en janvier 1945, et promu capitaine de corvette en avril, il l'accompagne a la conférence de San Francisco, puis en Indochine quand celui-ci y est nommé haut-commissaire et prend la tête du Bureau fédéral de Documentation. Il est nommé Compagnon de la Libération par décret du 17 novembre 1945.
Lors d'une mission en France, il rencontre sa femme qui le rejoint en Indochine. En désaccord avec les concussions des politiques sur place, il demande une autre affectation début 1947.
Nommé directeur des études à l'École navale en juin 1947, il occupe ensuite diverses fonctions. Officier français libre et Compagnon de la Libération au sein d'une Marine nationale majoritairement vichyste, il préfère quitter la marine en 1953, avec le grade de capitaine de frégate.
Il travaille à la société Shell de 1953 jusqu'à sa retraite en 1975. Il y dessine les premiers super-pétroliers, puis, pour un ami, le premier transport maritime de gaz liquide, enfin définit les premiers stockages souterrains de gaz liquéfié.
Il met à profit sa retraite pour naviguer. Il fait le tour du monde à bord de son voilier, découvrant notamment les îles du Pacifique sud. Il est reçu avec les honneurs militaires lorsqu'il approche l'atoll de Hao, dans les Tuamotu, s'annonçant à la VHF.
Attaché à la Polynésie française, il y séjourne régulièrement jusqu'en 2001. Il est apprécié pour sa simplicité et sa gentillesse par les îliens de Raiatéa (île de la Société). Il a rencontré Paul-Émile Victor qui vivait à Bora-Bora, dans les Îles de la Société.
L'un des six compagnons de la Libération issus de l'X encore vivants lors de la création de X-Résistance en 1997, il en devient membre d'honneur. Le 15 juillet 1997, il est nommé par décret membre du conseil de l'Ordre de la Libération.
Il est décédé dans la nuit du 9 au 10 septembre 2014, à Crozon dans le Finistère, deux mois après son épouse Nicole.

## Décorations
- Grand officier de la Légion d'honneur - Décret du 11 juillet 2014
- Compagnon de la Libération - décret du 17 novembre 1945
- Croix de guerre 1939-1945 (4 citations)
- Médaille de la Résistance avec rosette par décret du 24 avril 1946[5]
- Médaille coloniale avec agrafe « Érythrée »
- Distinguished Service Cross (Royaume-Uni)
- Ordre royal de Dannebrog (Danemark)
- Ordre du Nichan Iftikhar (Tunisie)
- Ordre du Christ (Portugal)

## Ouvrages
- Étienne Schlumberger, L'honneur et les rebelles de la Marine française : 1940-1944, Paris, Maisonneuve & Larose, 2004, 264 p. (ISBN 978-2-7068-1820-2)
- Étienne Schlumberger et Alain Schlumberger, Les combats et l'honneur des Forces navales françaises libres : 1940-1944, Paris, le Cherche Midi, coll. « Documents », 2007, 347 p. (ISBN 978-2-7491-1017-2)